# Misty Pass
Misty Pass är ett bergspass i Antarktis. Det ligger i Västantarktis. Argentina, Chile och Storbritannien gör anspråk på området. Misty Pass ligger 700 meter över havet.
Terrängen runt Misty Pass är lite bergig. Trakten är glest befolkad. Närmaste befolkade plats är Bernardo O'Higgins Station, 18,5 kilometer norr om Misty Pass. 